# Хаврусь Сергій Левкович
Сергій Левкович Хаврусь (20 вересня 1937, село Миколаївка Корсунь-Шевченківський район Черкаська область — 19 липня 2014, смт Стеблів Корсунь-Шевченківський район Черкаська область) — публіцист, український діяч культури, краєзнавець, самодіяльний композитор, музейник. Раптово помер у рідному музеї на робочому місці від зупинки серця 19 липня 2014 року.

## Освіта
Закінчив філологічний факультет Київського національного університету імені Тараса Шевченка.

## Кар'єра
З 1966 року — директор музею І. С. Нечуя-Левицького у смт. Стеблеві Корсунь-Шевченківського району.
У 1979 році він створив фольклорно-етнографічний хор «Стеблівські візерунки», а 1983 року — ансамбль «Стеблівські музики». На основі репертуару цих колективів було створено дві науково-пізнавальні передачі українського телебачення «Слово - пісня» і «Перлини душі народної». Фольклорний хор «Стеблівські візерунки» за керівництва Сергія Левковича удостоєний звання «Народного».

## Творчість
Писати розпочав в юнацькі роки. Друкуватися розпочав 1967 року.
Зробив вагомий внесок у дослідження життя і творчості І. С. Нечуя-Левицького, популяризації його літературної спадщини.
Автор 10 окремих книг, путівників, буклетів, плакатів. Серед них — «Стеблів», «Музей І. С. Нечуя-Левицького у Стеблеві», «Стеблівський будинок-музей І. С. Нечуя-Левицького», «Акварелі Катерини Кайдаш», «Іван Нечуй-Левицький», «Іван Нечуй-Левицький. 1838 — 1918».
Статті, літературні та краєзнавчі розвідки С. Л. Хавруся про І. Нечуя-Левицького друкувались у журналах «Україна», «Вітчизна», «Дніпро», «Всесвіт», «Українська мова і література в школі», «Український історичний журнал», «Педагогічний вісник», «Корсунський часопис», у газетах «Літературна Україна», «Культура і життя», «Вісті з України», «Сільські вісті», «Освіта», «Робітнича газета», «Вечірній Київ», «Вільна Україна», «Нова доба» та інших виданнях.
Автор окремих книг «Нечуєва оселя на березі Росі», «Як була війна», «Стеблів над Россю», «З богуславських криниць», «З рідним краєм у серці», «Стеблівські зустрічі», «Стеблівське диво», «Любов і мрії мудрого Нечуя», збірника пісень «Божий дар» та інших.
Автор оповідань, новел, гуморесок, віршів, що публікувалися у шкільній «Читанці». Переклав з російської повість-казку казахського письменника М. Єтекбаєва «Гострий пазур» (1978).
Розробив наукові концепції відновлення і створення експозицій Квітчанського меморіального музею К. Г. Стеценка, Кліщенського літературно-меморіального музею М. П. Старицького. Досліджував і популяризував народні традиції рідного краю.
С. Л. Хаврусь скомпонував музику до 150 пісень на вірші Т. Шевченка, О. Олеся, С. Єсеніна, О. Гончара, В. Симоненка та інших поетів, а також на власні слова. У Черкаському видавництві «Кур'єр» вийшла збірка пісень С. Хавруся «Божий дар». О. Гончар про Сергія Левковича: «Я певен, що дякуватиме Вам вся Україна за працю невсипущу, за подвиг любові».

## Відзнаки
- Заслужений працівник культури України.
- Лауреат краєзнавчої премії імені Михайла Максимовича;
- Лауреат премії імені Івана Нечуя-Левицького;
- «Людина року—98» Черкаська область («Духовність», Асоціація журналістів України);
- Лауреат премії імені П. Д. Христенка (1998);
- Дипломант обласного конкурсу композиторів (до 2000-ліття Різдва Христового).